# Kukmakova strniščnica
Kukmakova strniščnica (znanstveno ime Stropharia rugosoannulata) je gliva iz rodu strniščnic (Stropharia). Specifični epitet rugosoannulata pomeni nagubano obročkana in se nanaša na značilnost obročka na betu.

## Značilnosti
Klobuk gobe ima premer med 5 in 12 cm in je precej mesnat. V mladosti je polkrožen, izobčen, kasneje pa se izravna. Vedno je gladek in svetleč, suh in pogosto razpokan. Barva zgornjega dela je lahko rjavo rdeča, z vijoličastim odtenkom, rumenkasta, pogosto pa celo skoraj bela. Rob je dolgo podvihan, le pri izjemno starih primerkih je izravnan.
Trosovnica je sestavljena pa je iz gostih lističevm ki so najprej belkasti, nato pa postopoma sivijo in postajajo s starostjo vse bolj temni. Pri starejših primerkih so skoraj povsem rjavi z vijoličastim nadihom.
Obroček je na zgornji strani močno nažlebljen in naguban. Pri starih gobah pogosto odpade.
Valjast, poln, svetleč, ponekod rumeno nadahnjen in proti dnišču nekoliko odebeljen bet doseže v višino od 4 do 10 cm in ima premer od 1 do 2 cm. Barva beta je belkasta.
Meso kukmakove strniščnice je belo in trdno ter ima rahel vonjem po redkvici. Kuhana goba ima rahel priokus krompirja.

## Razširjenost in življenjski prostor
Kukmakova strniščnica raste najpogosteje na njivah, predvsem na strniščih raznih žit in na lesni zastriki v parkih. V naravi raste spomladi in v jeseni. Umetno jo gojijo na slami v senčnih delih vrtov ali pa čez celo leto v zaprtih in klimatsko urejenih prostorih.

## Mikroskopske značilnosti
Trosni odtis je vijolično črne barve. Trosi so podolgovato elipsasti z vidnim kališčem in merijo 10–15 x 7–9 μm.

## Podobne vrste
- orjaška strniščnica (Stropharia eximia) ima svetlo belkasto rumen klobuk
- skandinavska strniščnica (Stropharia homemannii) ima pod obročkom luskast bet

## Uporabnost
Kukmakova strniščnica je užitna goba, ki pa jo je treba pred uživanjem ustrezno pripraviti. Surove in onesnažene gobe z njiv intenzivne kmetijske pridelave so lahko namreč škodljive. Pravilno pripravljena je ta strniščnica okusna in vsestransko uporabna goba.